# Tây Lương (Nam triều)
Tây Lương (tiếng Trung: 西梁) là chính quyền do Tiêu Sát kiến lập trong thời kỳ Nam-Bắc triều trong lịch sử Trung Quốc sau khi Trần Bá Tiên soán ngôi để lập ra triều Trần. Nước này có quốc hiệu chính thức là Lương, nhưng vì thủ đô đặt ở Giang Lăng, thống trị khu vực biên cương phía tây của Nam triều Lương trước đó, vì thế còn được gọi là Tây Lương (西梁) hoặc Hậu Lương (giản thể: 后梁; phồn thể: 後梁). Vì lãnh thổ của Tây Lương tương đối nhỏ và thần phục các triều đại Bắc triều, Tây Lương không được chính sử xem là một triều đại chính thống của Nam triều.
Năm 554, Tây Ngụy công hãm Giang Lăng, sau khi Tây Ngụy sát hại Lương Nguyên Đế, Tiêu Sát- vốn được Tây Ngụy phong làm Lương vương- đã xưng đế vào năm 555, và xưng thần với Tây Ngụy. Tuy nhiên, Tây Lương có quốc thổ nhỏ hẹp, đất đai chỉ gồm các huyện phụ cận Giang Lăng, rộng 800 lý, trước sau là nước phụ dung cho Tây Ngụy, Bắc Chu và Tùy. Tây Lương tự xem mình là Nam triều chính thống, đối lập với Trần. Do Tây Lương kế thừa văn hóa của Nam triều Lương, nên đã trở thành một quốc gia có văn hóa phát triển cao độ.
Tây Lương tổng cộng truyền được ba đời vua: Tuyên Đế Tiêu Sát, Minh Đế Tiêu Khuy, Hậu Chủ Tiêu Tông. Năm 587, Tùy Văn Đế phế trừ Tây Lương, cải Tiêu Tông làm Cử quốc công, Tây Lương do đó diệt vong, tồn tại tổng cộng trong 33 năm. Tuy nhiên, do Tiêu thị có lịch sử phụng sự Bắc Chu, lại rất cung cẩn với triều Tùy, nữ nhi của Lương Minh Đế trở thành Dạng Mẫn hoàng hậu của Tùy Dạng Đế, nên sau khi Tây Lương bị phế trừ, Tiêu thị vẫn giữ lại được ảnh hưởng chính trị nhất định trong triều đình trung ương Tùy và tại Giang Lăng. Cuối thời Tùy, một hậu duệ của hoàng thất Tây Lương là Tiêu Tiển (蕭銑) đã lãnh đạo một trong các cuộc nổi dậy, ông xưng đế và đặt quốc đô tại Giang Lăng nhằm phục quốc Lương.